# Alekszandr Georgijevics Bulasenko
Alekszandr Georgijevics Bulasenko (oroszul: Александр Георгиевич Булашенко; Harcizszk, Szovjetunió, 1961. november 18. –) orosz labdarúgó-középpályás, orosz nemzeti játékvezető, edző.

## Nemzeti játékvezetés
Az élvonalbeli labdarúgást befejezve, 1993-ban játékvezetői vizsgát tett. Lakókörzetének Labdarúgó-szövetsége által üzemeltetett labdarúgó bajnokságokban kezdte sportszolgálatát. Az Orosz labdarúgó-szövetség Játékvezető Bizottságának (JB) minősítésével 1997–1999 között az Pervij Gyivizion bírója. Felismerve, hogy a FIFA JB 45 éves nemzetközi korhatára miatt, nemzeti szövetsége nem fogja minősíteni országos, illetve nemzetközi bírónak, ezért 1999-ben visszavonult a játékvezetéstől.

## Sportvezetőként
A játékvezetés mellett 1995–2012 között az ФШМ «Ростов» edzője.